# Tour de Romandía 1963
La 17.ª edición del Tour de Romandía se disputó del 9 de mayo al 12 de mayo de 1963 con un recorrido de 783,4 km dividido en 5 etapas, con inicio y fin en Ginebra.
El vencedor fue el belga Willy Bocklant, cubriendo la prueba a una velocidad media de 37,4 km/h.

## Etapas[1]
| Etapa | Recorrido        | Km   | Ganador           |
| 1.ª   | Ginebra-Villars  | 196  | Bernard Beaufrère |
| 2.ª   | Villars-Yverdon  | 244  | Guido De Rosso    |
| 3.ªa  | Yverdon-Delémont | 108  | Giuseppe Sartore  |
| 3.ªb  | Delémont         | 32,4 | Joseph Velly      |
| 4.ª   | Delémont-Ginebra | 203  | Rolf Maurer       |

## Clasificaciones
Así quedaron los diez primeros de la clasificación general de la segunda edición del Tour de Romandía
| \| 1. \| Willy Bocklant \| Bélgica \| 20h 56'54" \| \| \| 2. \| Federico Bahamontes \| España \| + 1'56" \| \| \| 3. \| Guido De Rosso \| Italia \| + 1'57" \| \| \| 4. \| Marino Fontana \| Italia \| + 3'47" \| \| \| 5. \| Angelino Soler \| España \| + 4'30" \| \| \| 6. \| Jean-Louis Grunewald \| Francia \| + 7'01" \| \| \| 7. \| Giuseppe Sartore \| Italia \| + 7'13" \| \| \| 8. \| Joseph Velly \| Francia \| + 8'13" \| \| \| 9. \| Walter Villiger \| Suiza \| + 9'49" \| \| \| 10. \| Guido Carlesi \| Italia \| + 10'56" \| \| |                      |         |            |  |
| 1. | Willy Bocklant       | Bélgica | 20h 56'54" |  |
| 2. | Federico Bahamontes  | España  | + 1'56"    |  |
| 3. | Guido De Rosso       | Italia  | + 1'57"    |  |
| 4. | Marino Fontana       | Italia  | + 3'47"    |  |
| 5. | Angelino Soler       | España  | + 4'30"    |  |
| 6. | Jean-Louis Grunewald | Francia | + 7'01"    |  |
| 7. | Giuseppe Sartore     | Italia  | + 7'13"    |  |
| 8. | Joseph Velly         | Francia | + 8'13"    |  |
| 9. | Walter Villiger      | Suiza   | + 9'49"    |  |
| 10. | Guido Carlesi        | Italia  | + 10'56"   |  |